# Lynn Whitfield
Lynn Whitfield, nata  Lynn Butler-Smith (Baton Rouge, 8 febbraio 1953), è un'attrice statunitense.

## Biografia
Figlia di Jean Butler, segretaria, e Valerian Smith, dentista, ha conseguito gli studi presso Howard University. Il padre scopre il talento recitativo della figlia dopo averla vista in alcuni spettacoli nei teatri di Baton Rouge, sua città natale. 
Nel 1974 sposa Vantille Whitfield (1930-2005), pioniere del Black Theater. Il matrimonio dura fino al 1978. Si sposa una seconda volta nel 1990 con il regista britannico Brian Gibson, da cui ha una figlia, Grace. La coppia si separa due anni più tardi, nel 1992.

## Filmografia parziale

### Attrice

#### Cinema
- La moglie del campione (The Slugger's Wife), regia di Hal Ashby (1985)
- Silverado, regia di Lawrence Kasdan (1985)
- Lo squalo 4 - La vendetta (Jaws: The Revenge), regia di Joseph Sargent (1987)
- Operazione Desert Storm (In the Army Now), regia di Daniel Petrie Jr. (1994)
- La linea sottile tra odio e amore (A Thin Line Between Love and Hate), regia di Martin Lawrence (1996)
- Chi pesca trova (Gone Fishin'), regia di Christopher Cain (1997)
- La baia di Eva (Eve's Bayou), regia di Kasi Lemmons (1997)
- Nemiche amiche (Stepmom), regia di Chris Columbus (1998)
- A Time for Dancing, regia di Peter Gilbert (2000)
- Head of State, regia di Chris Rock (2003)
- Riunione di famiglia con pallottole (Madea's Family Reunion), regia di Tyler Perry (2006)
- The Women, regia di Diane English (2008)
- The Rebound - Ricomincio dall'amore (The Rebound), regia di Burt Freundlich (2009)
- Lap Dance, regia di Greg Carter (2014)
- Gli amici delle vacanze (Vacation Friends), regia di Clay Tarver (2021)

#### Televisione
- Miami Vice – serie TV,  episodio 2x08 (1986)
- Matlock – serie TV, 2 episodi (1990)
- Cosby indaga (The Cosby Mysteries) – serie TV, 15 episodi (1994-1995)
- Una canzone per le Cheetah Girls (The Cheetah Girls), regia di Oz Scott – film TV (2003)
- Cheetah Girls 2 (The Cheetah Girls 2), regia di Kenny Ortega – film TV (2006)
- FlashForward – serie TV, 1 episodio (2009)
- Le regole del delitto perfetto (How to Get Away with Murder) – serie TV, 3 episodi (2014-2015)
- Chasing Life – serie TV, 2 episodi (2015)
- Mistresses - Amanti (Mistresses) – serie TV, 4 episodi (2015-2016)
- Greenleaf – serie TV, 44 episodi (2016-2018)
- The Resident – serie TV, episodio 2x15 (2019)
- The Chi – serie TV, episodio 6x02 (2023)
- Fantasy Island – serie TV, episodio 2x04 (2023)

### Doppiatrice
- Eyes of Wakanda – serie animata (2025)

## Doppiatrici italiane
Nelle versioni in italiano dei suoi lavori, Lynn Whitfield è stata doppiata da:
- Isabella Pasanisi ne Lo squalo 4 - La vendetta, Nemiche amiche
- Anna Rita Pasanisi in A Time for Dancing, Greenleaf
- Roberta Paladini in Una canzone per le Cheetah Girls, Cheetah Girls 2
- Antonella Giannini in The Women, FlashForward
- Rossella Acerbo in Chi pesca trova
- Roberta Pellini ne La baia di Eva
- Angiola Baggi in Head of State
- Aurora Cancian in The Rebound - Ricomincio dall'amore
- Paila Pavese in Silverado
- Vittoria Febbi in Cosby indaga
- Cinzia De Carolis ne Le regole del delitto perfetto
- Fabrizia Castagnoli ne Gli amici delle vacanze

Da doppiatrice, è stata sostituita da:
- Benedetta Degli Innocenti ne La famiglia Proud: più forte e orgogliosa